# Ministère des Affaires étrangères et des Guinéens de l'étranger
Le ministère des Affaires étrangères et des Guinéens de l'étranger est un ministère guinéen.
Le Ministre des Affaires étrangères et des Guinéens de l'étranger est le Dr Morissanda Kouyaté depuis la prise de pouvoir  du Général Mamadi Doumbouya. 

## Liste des ministres
| Nom | Nom                  | Gouvernement            | Début du mandat  | Fin du mandat    |
| --- | -------------------- | ----------------------- | ---------------- | ---------------- |
|     | Makalé Camara        | Gouvernement Youla      | 26 décembre 2015 | 22 août 2017     |
|     | Mamadi Touré         | Gouvernement Kassory I  | 22 août 2017     | 15 janvier 2021  |
|     | Ibrahima Khalil Kaba | Gouvernement Kassory II | 19 janvier 2021  | 5 septembre 2021 |